# Swiatyliwka
Swiatyliwka (ukr. Святилівка) – wieś na Ukrainie, w obwodzie połtawskim, w rejonie krzemieńczuckim. W 2001 liczyła 1594 mieszkańców, spośród których 1530 wskazało jako ojczysty język ukraiński, 56 rosyjski, 5 mołdawski, 1 węgierski, 1 białoruski, a 1 inny.